# C/1966 T1 Rudnicki
C/1966 T1 (Rudnicki) è una cometa non periodica scoperta il 15 ottobre 1966 dall'astronomo polacco Konrad Rudnicki. La cometa è stata scoperta indipendentemente dall'astrofilo inglese George Eric Deacon Alcock lo stesso giorno, ma non avendola potuta riosservare il giorno seguente per confermarla, ha perso il diritto di dargli anche il suo nome .

## Orbita
L'orbita della cometa ha una relativamente piccola MOID con il pianeta Venere e una ancora più piccola di 0,001 UA con la Terra al nodo discendente. Alcuni mesi dopo la scoperta della cometa l'astronomo danese Axel V. Nielsen attirava l'attenzione della comunità astronomica sulla possibilità che la cometa potesse dare origine a uno sciame meteorico attorno al 7 giugno . Uno sciame meteorico originato da questa cometa dovrebbe avere un radiante situato alle coordinate celesti determinate da ascensione retta 67,6° o 04 h 30 m e da declinazione + 29,5°, corrispondenti a un punto sulla volta celeste situato a circa 3,5° da φ Tauri. Il suo picco massimo capiterebbe il 6-7 giugno, dovrebbe avere una velocità geocentrica di 32,22 km/s e una velocità eliocentrica di 41,82 km/s. Il fatto che la cometa abbia un'orbita iperbolica, quindi senza possibilità di ritorno e che non siano state osservate meteore di questo sciame nel giugno 1967, al primo passaggio della Terra al nodo discendente della cometa dopo il passaggio al perielio della cometa, porta a fare ritenere che la MOID con la Terra del toro meteorico generato dalla cometa, sebbene sia piccola sia stata ancora troppo grande per dare origine a uno sciame meteorico.